# Basilika St. Margareta (Nowy Sącz)

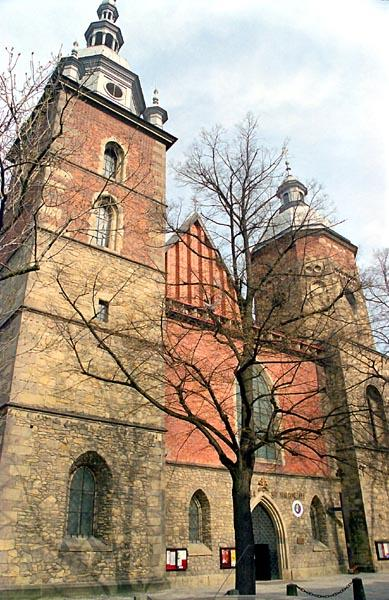
Basilika St. Margarete

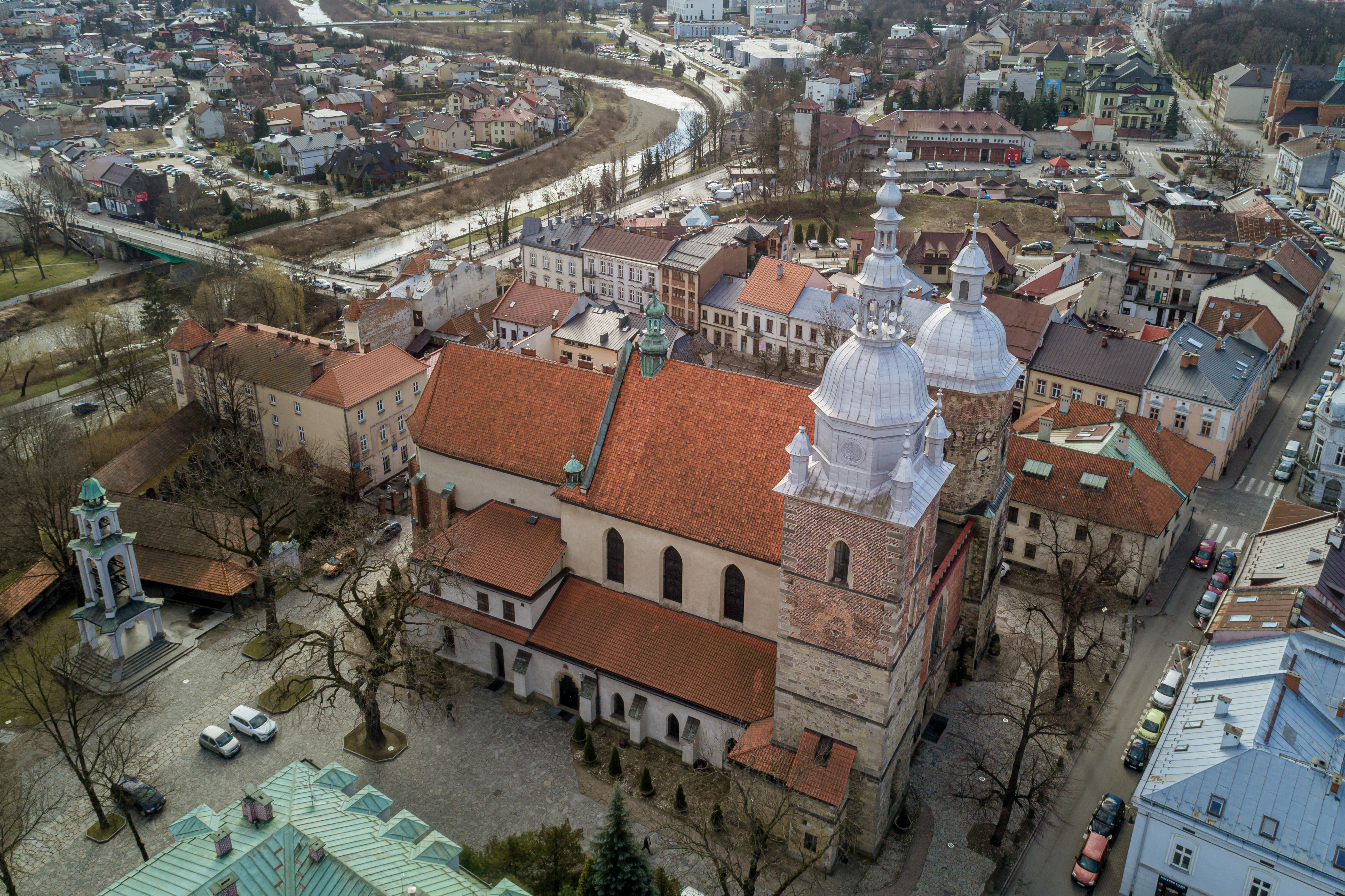
Luftbild

Die Basilika St. Margareta (polnisch Bazylika Kolegiacka św. Małgorzaty) ist eine römisch-katholische Kirche in Nowy Sącz in der Woiwodschaft Kleinpolen. Die Pfarrkirche des Bistums Tarnów mit dem Titel Basilica minor beinhaltet das Heiligtum der Verklärung des Herrn. Die frühere Stiftskirche wurde im 14. Jahrhundert im Stil der Gotik erbaut und steht unter Denkmalschutz.

## Geschichte
Die Kirche stammt aus der Zeit der Wende vom 13. zum 14. Jahrhundert. Im Jahr 1448 wurde sie von Zbigniew Oleśnicki, dem Bischof von Krakau, in den Rang einer Stiftskirche erhoben. Bei den Umbauten im 15. Jahrhundert wurden zwei Türme errichtet: der nördliche (1460) und der südliche (1507, auf der Grundlage der Stiftung des Krakauer Bischofs Johann Konarski). Letzterer, der aufgrund baulicher Mängel einzustürzen drohte, wurde um 1580 abgerissen und im Stil der Renaissance wiederaufgebaut. Er erhielt vier Glocken: die mächtige „Michael der Erzengel“ (die größte in Kleinpolen nach der „Sigismund“) und die kleineren „St. Johannes“, „St. Margareta“ und „St. Martin“. Weitere bedeutende Veränderungen des Erscheinungsbildes der Kirche ergaben sich durch die Hinzufügung der Kapellen St. Jakobus (wahrscheinlich um die Wende des 15. Jahrhunderts) und Mariä Himmelfahrt (zweite Hälfte des 16. Jahrhunderts). Diese Veränderungen führten dazu, dass die früheren stilistischen Merkmale ausgelöscht wurden. Das Stiftskapitel wurde 1791 im Rahmen der Josephinischen Reformen aufgehoben.
Die Kirchenglocken wurden am 10. Oktober 1916 von den Österreichern für Kriegszwecke beschlagnahmt; die Deutschen taten dasselbe mit zwei neuen Glocken im Jahr 1941. In der Zwischenkriegszeit wurde mit der Restaurierung und teilweisen Rekonstruktion des früheren Aussehens der Kirche begonnen. In den Jahren 1955–59 wurden die Türme wieder aufgebaut, so dass sie ihr altes Aussehen wiedererlangten; 1969–73 wurde der Innenraum wiederhergestellt. Im Jahr 1992 verlieh Papst Johannes Paul II. der Kirche den Titel einer Basilica minor.

## Beschreibung

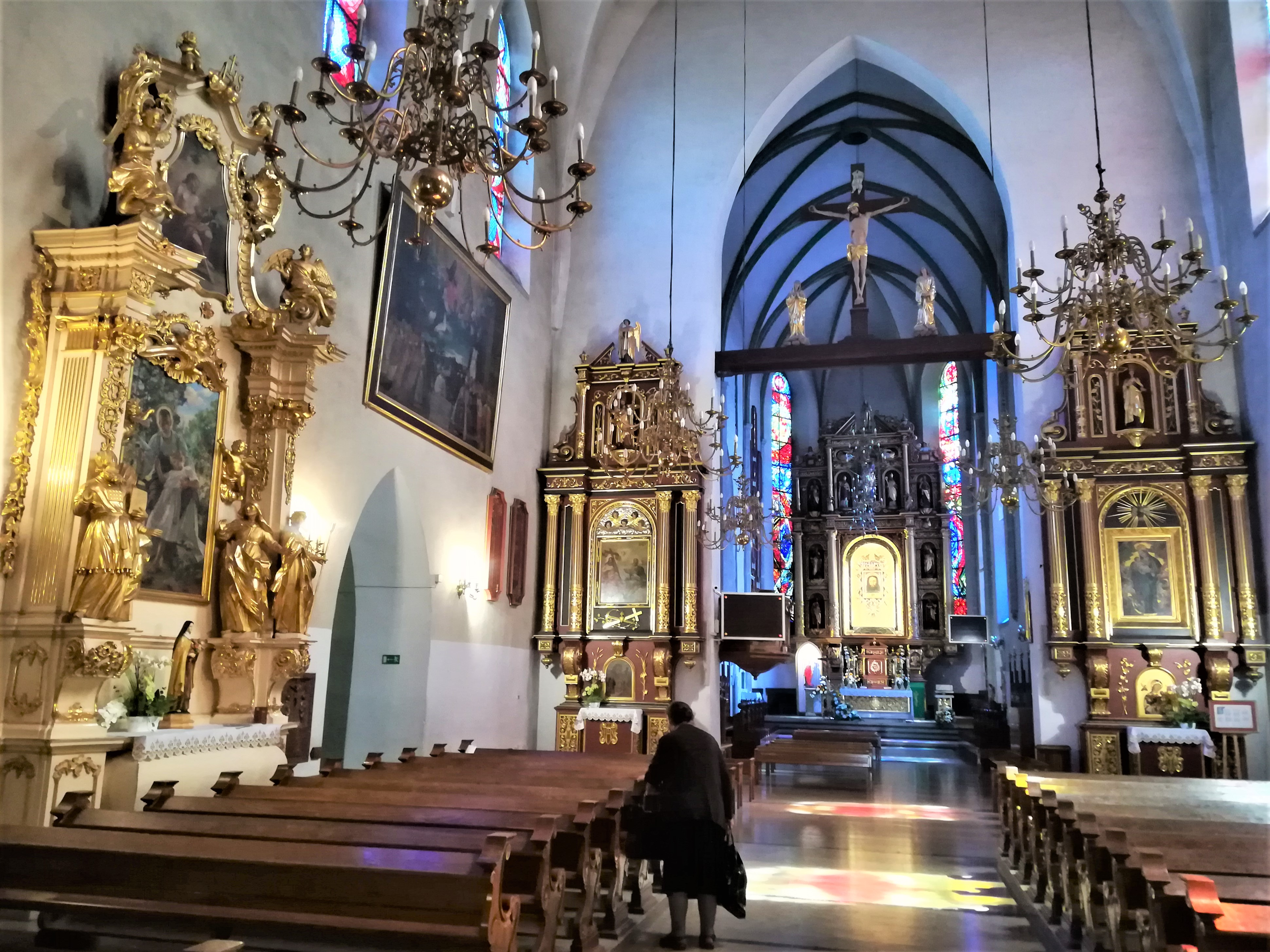
Innenraum

Das Kirchengebäude weist gotische und barocke Elemente auf. Es besitzt eine barocke Fassade mit zwei Türmen, ein Kirchenschiff mit einem Vorbau, der die Türme verbindet, und Kapellen an den Seiten.
Das älteste Gemälde ist ein fragmentarisches (1970 entdecktes) gotisches Polychromat aus dem Jahr 1360 an der Südwand des Chorraums, das Szenen des Martyriums und der Kreuzigung darstellt. Der Hauptaltar enthält ein Veronikabild der Verklärung Christi, das aus dem 15. Jahrhundert stammt und 1785 hierher gebracht wurde. Zur Innenausstattung gehören unter anderem: eine Statue der Madonna mit Kind aus dem 14. Jahrhundert, ein Fries mit Reliefs der Apostel, das nach der Schlacht bei Tannenberg geschaffen wurde, drei gotische Portale aus dem 15. Jahrhundert, ein Taufstein aus dem Jahr 1557, ein Hauptaltar und zwei Seitenaltäre aus dem späten 17. Jahrhundert, zwei Rokoko-Seitenaltäre im Kirchenschiff. Die 34-stimmige Orgel wurde von Włodzimierz Truszczyński aus Warschau gebaut.
In ihrer ursprünglichen gotischen Form hatte die Kirche einen zweischiffigen Grundriss mit drei Säulen in der Achse des Gotteshauses. Eine solche Lösung wurde aufgrund der eingeschränkten Funktionalität und des Widerspruchs zu den Grundsätzen der klassischen architektonischen Komposition, die es für einen Fehler hielt, Stützen in der Achse des Gebäudes zu platzieren, nur sehr selten verwendet. Diese Anordnung hat sich nicht erhalten – die Strebepfeiler wurden beim Wiederaufbau entfernt, und die ursprünglichen Gewölbe über den Schiffen wurden zunächst durch eine flache Holzdecke und dann bei einem größeren Umbau in den 1970er Jahren durch eine Stahlbetondecke ersetzt.
Im Erdgeschoss des Nordturms der Stiftskirche ist ein Portal erhalten geblieben, auf dem sich 1617 vier Stadtschützen verewigten. Diese Inschrift – bekannt durch eine Zeichnung von Stanisław Wyspiański – ist heute kaum noch lesbar.